# Fiad (okręg Bistrița-Năsăud)
Fiad – wieś w Rumunii, w okręgu Bistrița-Năsăud, w gminie Telciu. W 2011 roku liczyła 225 mieszkańców.